# Allan Kuhn
Allan Hjortdal Kuhn (född 2 mars 1968 på Bornholm) är en dansk fotbollstränare och tidigare fotbollsspelare. 
Han har tidigare varit huvudtränare i FC Midtjylland och assisterande tränare i Randers FC, och i AaB, först under huvudtränare Erik Hamrén, senare Bruce Rioch och till sist Magnus Pehrsson. Hösten 2008 var han med stor framgång tillfällig huvudtränare i AaB, efter att klubben den 23 oktober 2008 valde att avskeda Bruce Rioch. År 2011 återvände Kuhn till AaB där han var assisterande tränare.
Inför säsongen 2016 blev huvudtränare för Malmö FF. Han ledde Malmö FF till allsvenskt guld innan han till slut sparkades efter säsongen.
Allan Kuhn är bror till fotbollstränaren Hasse Kuhn.